# 陳洪進
陳洪進（914年—985年），字濟川，泉州仙游县连江里侯览（今福建省莆田市仙游县枫亭镇秀峰村后榄自然村）人，祖籍泗州临淮县（今江苏省淮安市盱眙县），五代十國后期、北宋初年为清源軍節度使（平海軍節度使），割据泉州和漳州。

## 生平

### 早年
陈洪进年少時喜歡讀書，又學習兵法，以其才能勇略聞名鄉里。長大從軍後，在一次攻汀州的戰役中，因功被任命為副兵馬使。

### 崛起
闽永隆六年（944年），朱文進、連重遇殺閩帝王延羲，朱文進自立為閩王。陳洪進与留從效、王忠顺、董思安、張漢思等人反抗朱、連一黨，自称指挥使，后被殷帝王延政任命為泉州马步行军都校。在朱文進被殺、殷帝王延政投降南唐後，陳洪進亦隨之歸南唐，留從效被南唐任命為清源军節度使后，陳洪進任清源军統軍使。

### 夺权
北宋建隆三年七月（962年8月3日—9月1日），留從效去世，年幼的侄子留紹鎡继立为留后，無法掌控政局，一个多月后，陳洪進遂誣指留紹鎡欲歸附吳越，將其送往南唐，反推年邁的統軍副使張漢思為清源留後，陳洪進則任節度副使。
張漢思此時已經年老而不能處理軍政，因此事情都由陳洪進決定。張漢思害怕陳洪進專權，因此在酒宴上埋伏士兵準備殺死他。酒過三巡，忽然地震，和張漢思同謀的人恐懼，就告訴陳洪進，陳洪進趕緊離開酒宴，自此事以後，陳洪進就被張漢思以重兵嚴防。
建隆四年四月廿二·癸卯（963年5月17日），陳洪進袖藏大鎖，穿着平常服裝進入軍府，喝退值勤衛兵，張漢思在裡面，陳洪進將其反鎖，脅迫交出印信後將其軟禁。不久，南唐国主李煜順勢任命陳洪進為清源軍節度使、泉南等州觀察使，自此割據泉、漳二州。乾德二年正月廿三·庚子（964年3月9日），宋將清源軍改称平海軍，任命陳洪進為平海軍節度使、泉漳等州觀察使、檢校太傅，賜號為「推誠順化功臣」。

### 执政
陳洪進為求繼續割據，每年都向宋朝大量進貢，因此常向百姓徵收重稅，又命富人捐錢以免除徭役。而自己的子弟和親戚，反而交相賄賂，二州的百姓很痛苦。
宋滅南漢、南唐後，陳洪進所轄泉、漳二州直接與宋朝接壤。宋太祖開寶九年（976年），吳越王錢俶主動入宋朝覲見，因此宋太祖亦下詔命陳洪進入朝，行至中途，宋太祖剛好去世，陳洪進回泉州發喪。

### 降宋
976年，宋太宗趙光義即位後，陳洪進被加封為檢校太師。太平興國二年（977年），入朝覲見。太平興國三年四月廿五·己卯（978年6月3日），奉表獻出泉、漳二州（含12县、151978户和18727兵），結束割據，史称“泉漳纳土”；成为自唐朝安史之亂之後兩百年間，遍地藩鎮以來的最後幾個軍閥之一。宋太宗改封他为武寧军節度使、同平章事，留于汴京。
太平興國四年（979年），陳洪進跟隨宋太宗的軍隊攻克太原（今山西太原），滅北漢。太平興國六年（981年），授爵杞國公。雍熙元年（984年），改封為岐國公。陳洪進此時已年過七旬，請求退休，宋太宗因此免其朝請。

### 去世
雍熙二年（985年），陳洪進因病在汴京去世，得年72虚岁。宋太宗為此罷朝二日，贈中書令，諡忠順（《端明集·卷三十八·右千牛衛大將軍致仕陳公墓誌銘》称追赠南康郡王，《樂全集·卷三十八·贈賢妃俞氏墓誌銘并序》称追赠東海郡王，但这些事在正史中都没有记载）。

## 亲属
- 弟：陈铦。官至漳州刺史。
- 子：陈文显、陈文顗、陈文颢。都担任过军州长官。
- 养子：陈文顼，原為文显之子，洪進之孫。出生時，有算命師預言：「一門受祿，當至萬石」。當時，陳洪進和三個兒子都已經都是州郡兩千石官員，陳洪進為了符合預言，於是把孫子收養成兒子，按兒子的字輩來取名為文顼。
- 女：名不详，出家为尼師，陈洪进在泉州城北隅松湾古地为其兴建千佛庵（后改名崇福寺），初建时，陈洪进特地将泉州罗城扩大，将千佛庵圈入城里[5]。

## 神化
陳洪進在福建被神化，尊稱為“南康郡王”。